# Tuschino

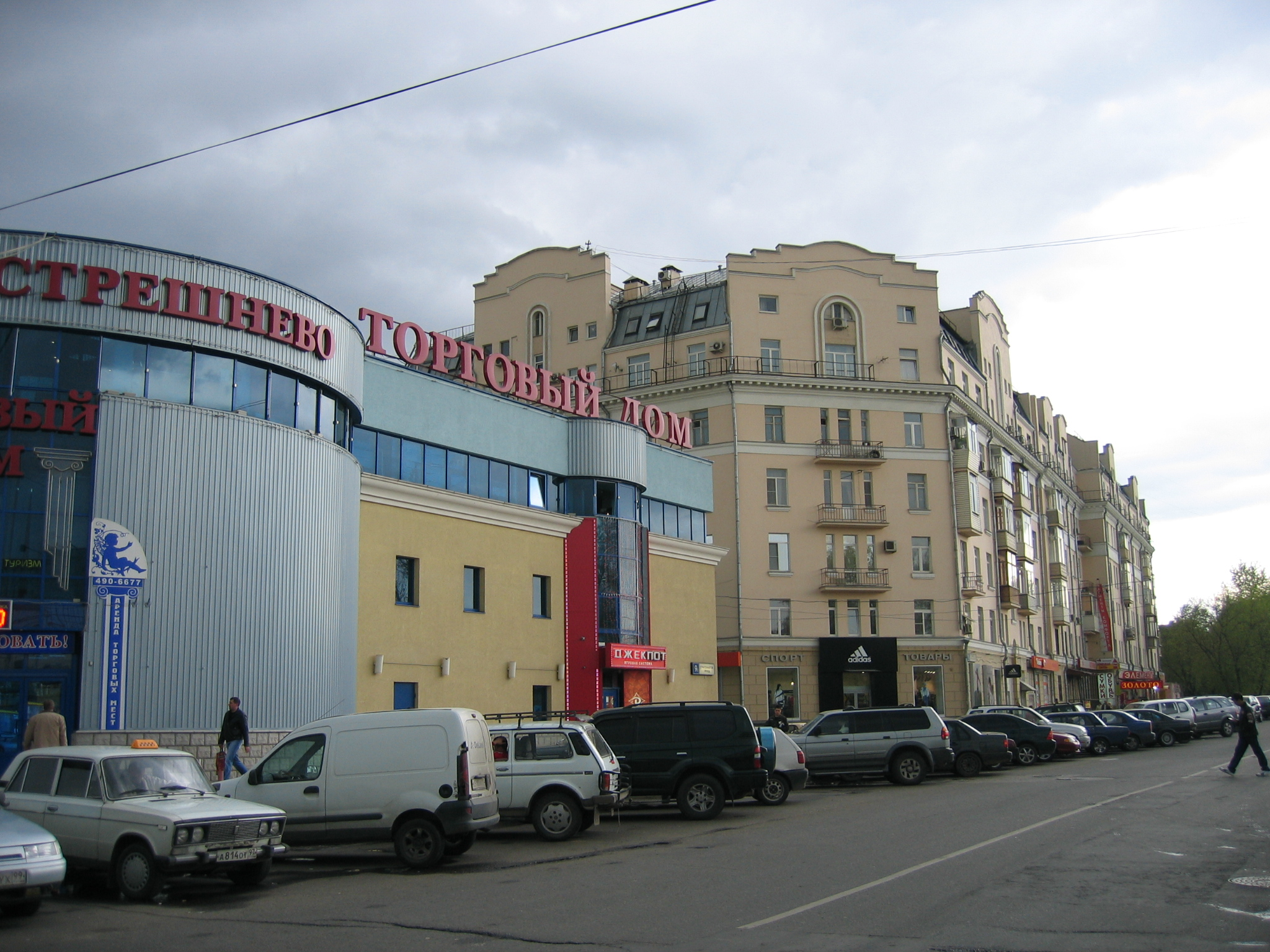
Eine Straße in Tuschino

Tuschino (russisch Тушино, Ausspracheⓘ) ist der Name einer seit 1960 zu Moskau gehörenden Siedlung im Norden der Stadt sowie eines dort gelegenen gleichnamigen Personenbahnhofs an der Linie Moskau–Riga. 1991 wurde der Rajon Tuschino in die Stadtteile Nord-Tuschino (russisch Северное Тушино), Süd-Tuschino (russisch Южное Тушино) und Pokrowskoje-Streschnewo (im Nordwestlichen Verwaltungsbezirk) aufgeteilt.

## Geschichte
Tuschino wurde im 14. Jahrhundert erstmals erwähnt und gehörte zum Besitz der Bojaren Kwaschin-Tuscha. Im 16. Jahrhundert fiel Tuschino in den Besitz des Dreifaltigkeitsklosters. Iwan der Schreckliche ließ dort eine der eindrucksvollsten Kirchen mit dem typischen herabwallenden Dach erbauen. Tuschino diente damals als Beherbergungsstätte des Staatsbesuchs, bevor sie in Moskau empfangen wurden. Während der Smuta hielt der falsche Zarensohn Pseudodimitri II. in den Jahren 1608/1609 in Tuschino Hof, bis er als Dieb von Tuschino vertrieben wurde.
In der zweiten Hälfte des 18. Jahrhunderts begann die Industrialisierung, zunächst mit Windmühlen und Webereien. 1920 begann eine Strumpffabrik mit der Produktion. 1929 wurde von der Massenorganisation OSSOAWIACHIM der Flugplatz Moskau-Tuschino mit Flugschule gegründet. Später entstanden in der Nähe dieses Flughafens das Unternehmen GP Tushino MKB Soyuz, eine Flugzeugfabrik und Forschungseinrichtungen der Luft- und Raumfahrt.
1939 erhielt Tuschino die Stadtrechte.
Tuschino wurde international bekannt, nachdem hier die sowjetische Armee seit 1933 jährlich – mit Ausnahme des Zweiten Weltkrieges – Flugzeugüberflüge zeigte, um den Stand der sowjetischen Luftfahrtentwicklungen zu demonstrieren. Hierzu wurden auch westliche Beobachter eingeladen. Bis heute ist der Flugtag in Tuschino ein beliebtes Reiseziel von Luftfahrt- und Technikinteressierten aus allen Ländern und bot auch immer wieder Überraschungen.
Weniger bekannt ist, dass nach dem Zweiten Weltkrieg in Tuschino deutsche Spezialisten mit ihren Familien wohnten und arbeiteten (siehe Aktion Ossawakim). Es handelte sich um zwei Gruppen. Die erste arbeitete von 1946 bis 1950 an der Entwicklung von Flugzeugmotoren, die zweite Gruppe entwickelte ab 1950 bis 1955 Lenkungssysteme für Flugabwehrraketen und Flugzeuge. Diese Gruppe umfasste etwa 100 deutsche Spezialisten mit ihren Familien. Sie wohnten in einer speziellen Siedlung im heutigen Nordtuschino, umzäunt von einem 2,5 m hohen Holzzaun. Die Erwachsenen durften die Siedlung nur nach Anmeldung in Begleitung eines sowjetischen Sicherheitsbeamten verlassen (z. B. Einkäufe, Theaterbesuche, aber auch Krankenhausaufenthalte). Für die Schulanfänger wurde in der Siedlung eine Spezialschule eingerichtet, die Lehrer waren Russen, Unterrichtssprache aber Deutsch. 1955 kam diese Gruppe nach Sochumi zum „Abkühlen“. Das Fachwissen sollte in Westeuropa nicht mehr interessant sein. Ab 1956 durften die ersten Spezialisten in die DDR zurückkehren, alle die, die sich direkt für den Westen entschieden hatten, mussten zur „Strafe“ bis zum Februar 1958 in Suchumi bleiben.

## Bahnhof Tuschino

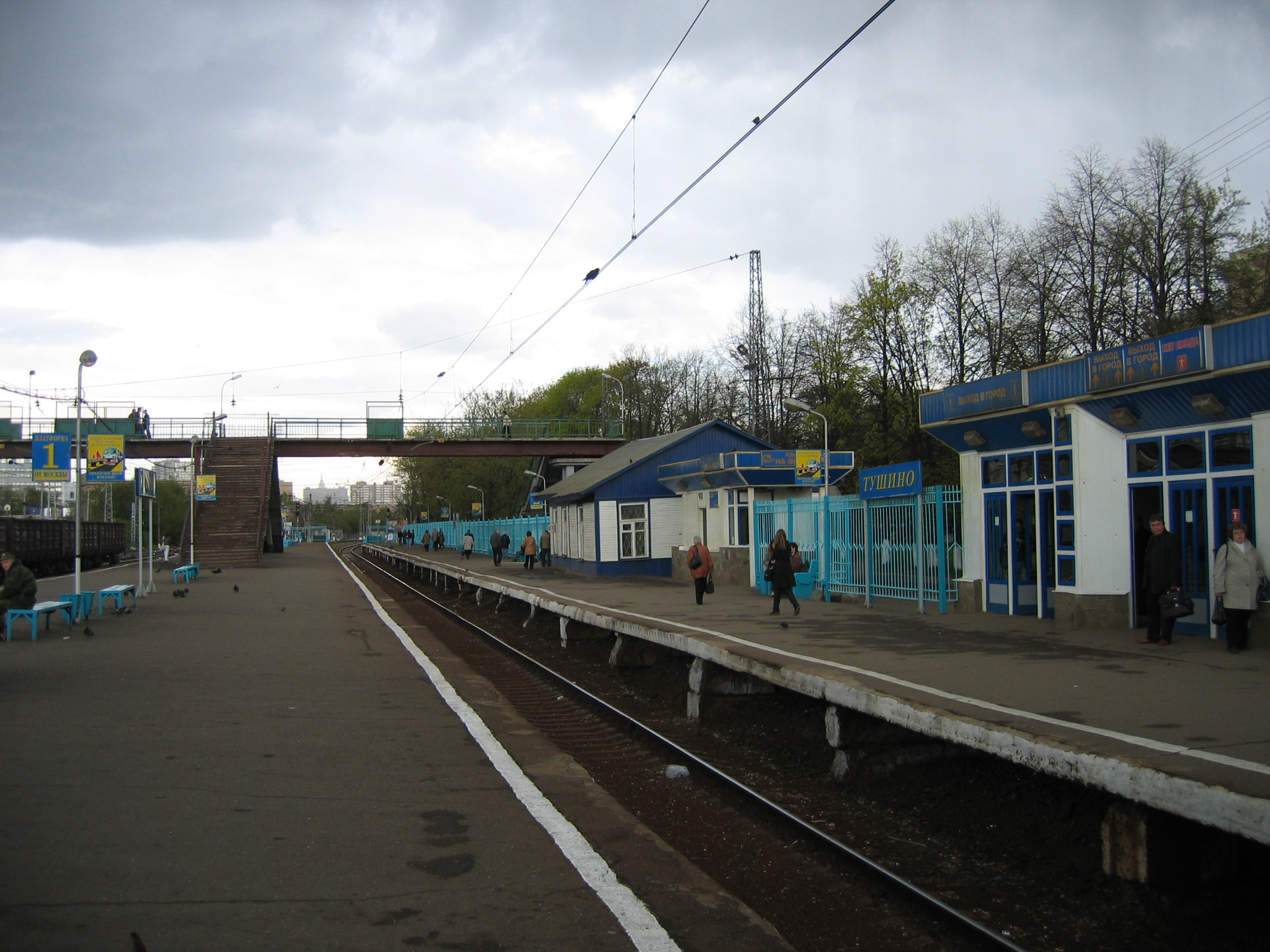
Der Bahnhof von Tuschino

Durch das südliche Tuschino verläuft die am Rigaer Kopfbahnhof Moskaus beginnende Eisenbahnlinie Moskau–Riga, an der auch ein Bahnhof für Nahverkehrszüge namens Tuschino besteht. Er wurde 1903 eingerichtet und dient heute als Halt für sämtliche Regionalverbindungen aus Moskau in Orte wie Krasnogorsk, Dedowsk, Istra oder Wolokolamsk. Darüber hinaus ist der Bahnhof ein wichtiger Umsteigepunkt sowohl zu einer Vielzahl von Buslinien (unter ihnen städtische wie auch Überlandbusse) als auch zur Metro, deren 1975 erbaute Station Tuschinskaja der Linie 7 in unmittelbarer Nähe des Bahnhofs liegt.